# Iglesia de Santa Teresa la Antigua
La iglesia de Santa Teresa la Antigua perteneció al conjunto conventual de la Orden de las Carmelitas Descalzas en la Ciudad de México, el cual fue levantado en el siglo XVII, y conocido originalmente con el nombre de "Convento de San José de las Carmelitas Descalzas". El templo es uno de los mejores ejemplos de la arquitectura del barroco novohispano aplicado en los conventos de monjas de la Ciudad de México. Su fundación se realizó a comienzos en el siglo XVII y la estructura actual que conocemos hoy en día corresponde solo al templo, el cual ha pasado por varias restauraciones y reformas arquitectónicas realizadas sobre todo a finales de los siglos XVII y XVIII, y algunas importantes en el siglo XIX. Destacan en la fachada de acceso al recinto las portadas gemelas de acceso principal cuyas columnas trabajadas en cantera son de estilo salomónico, así como también la majestuosa cúpula levantada por el arquitecto Lorenzo de la Hidalga a mediados del siglo XIX para la capilla de la que fuera la principal imagen venerada y representativa de este templo: El Cristo de Santa Teresa. El diseño de esta cúpula la hace uno de los símbolos distintivos en el horizonte Oriente del Centro Histórico de la Ciudad de México, la cual presenta tanto en su interior como en el resto de la capilla una excelente decoración neoclásica, así como pinturas murales realizadas por el maestro Juan Cordero en las pechinas, el coro, el ábside y bóveda de la misma.
Aplicadas las Leyes de Reforma (posteriores a la Constitución de 1857) y con la exclaustración del convento hacia 1861, este inmueble religioso al igual que varios otros de la capital y de México, pasaron a manos del gobierno para destinarles en consecuencia a usos diversos a finales del siglo XIX, dándole al convento carmelita como función la de bodega y cuartel, hasta que finalmente, una vez reconstruido el edificio al gusto de la arquitectura ecléctica de la época, se le destina como la sede de varias escuelas, ubicándose en este la Escuela de Odontología y la Escuela Preparatoria, hasta convertirse en las oficinas del rectorado de la Universidad Nacional Autónoma de México, siendo ya conocido el inmueble como el Palacio de la Autonomía.
Este continuó abierto al culto católico hasta comienzos del siglo XX, cuando se le clausuró de forma definitiva para destinarse por largo tiempo a albergar distintas dependencias y darle varios usos hasta la década de 1990, en que sus espacios son restaurados, reformados y adaptados para albergar el museo Ex Teresa Arte Actual, que está enfocado al arte alternativo contemporáneo.
De la estructura del recinto se conservan la nave mayor y sus capillas, y de la decoración interior, en donde se encuentra ya muy reformado, de su antiguo esplendor solo se conserva a la fecha parte de la decoración neoclásica de las naves y de las Capillas, destacando la decoración de la Capilla del Cristo de Santa Teresa.
El inmueble se ubica en la Calle Licenciado Primo de Verdad número 8, cercano al Palacio del Arzobispado de la Ciudad de México (Actual Museo de la Secretaría de Hacienda y Crédito Público), en la parte Oriente del Centro Histórico de la Ciudad de México, que forma parte del Patrimonio Cultural de la Humanidad desde 1985.

## Antecedentes y construcción del primer templo y convento
El antecedente de la construcción del inmueble data del año de 1613, por órdenes del entonces Arzobispo de México Juan Pérez de la Serna. Se cuenta que dicho personaje mientras realizaba el viaje en barco que lo llevaría desde la metrópoli hasta las tierras de la Nueva España para ejercer su nuevo puesto, se encontró con una fuerte tempestad que casi hacía naufragar la nave en que viajaba. Al invocar la protección de Santa Teresa de Ávila ante tal suceso, realiza la promesa de que si salía bien librado de tal situación, este en respuesta levantaría un convento de la Orden carmelita en la capital novohispana.

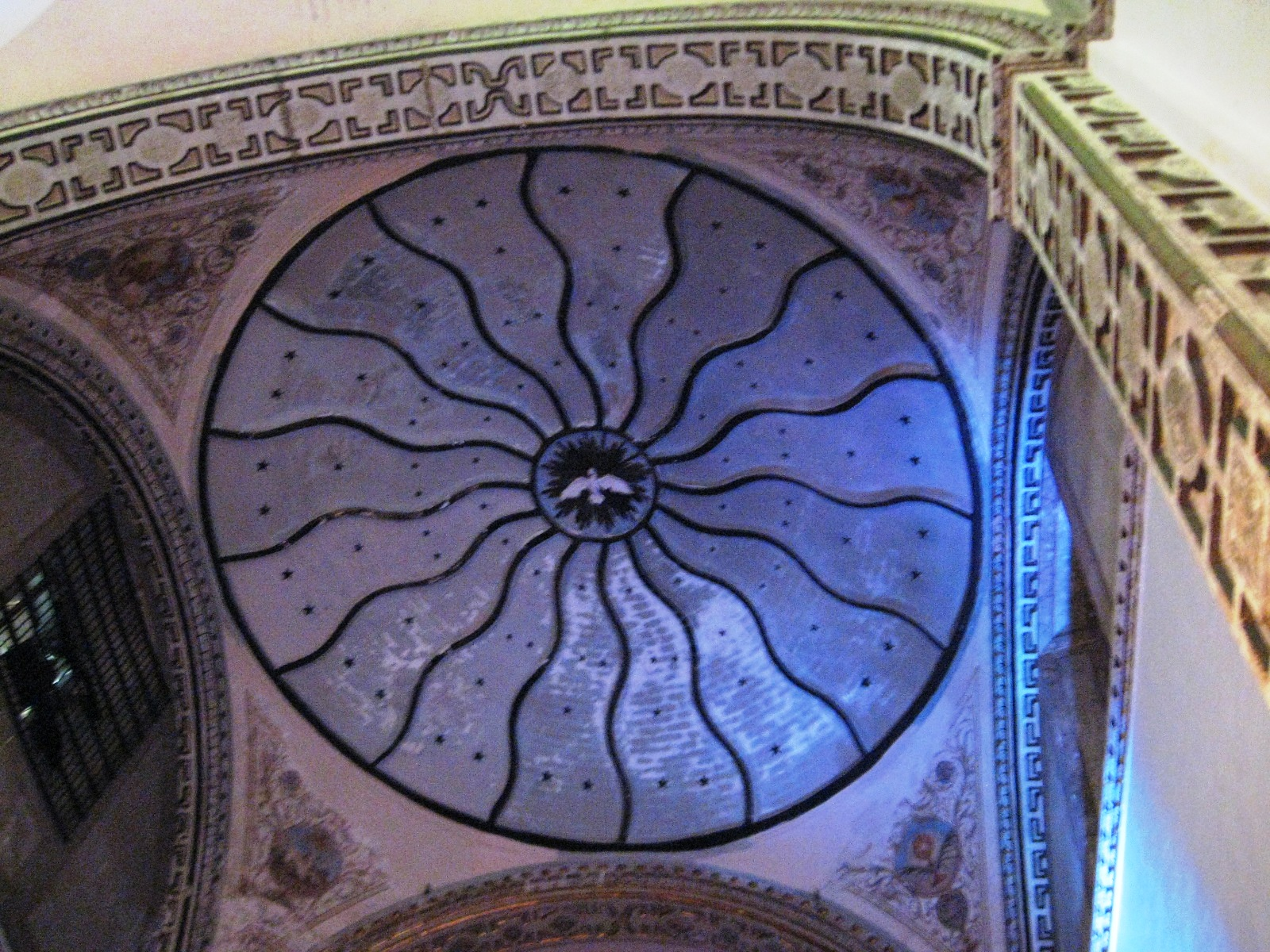
Detalle de la cúpula de la nave principal del templo. De la esplendorosa decoración interior de este, poco es lo que queda.

Por otro lado en la entonces capital del virreinato, dos monjas llamadas Inés de la Cruz y Mariana de la Encarnación que pertenecían al Convento de Jesús María de la Orden concepcionista, que fue primera Orden religiosa femenina establecida en Ciudad de México y la que más conventos poseía en esta ciudad, (así como fue en su tiempo la Orden religiosa femenina más extendida en todo el Virreinato de la Nueva España), deseaban establecer una Orden religiosa diferente de la que se encontraban, la cual observara reglas más estrictas y severas y en donde pudieran dedicarse a la oración y retiro de la vida mundana, sin contar con servidumbre y preferencias que gozaban en otros conventos, para entregarse por completo a la vida religiosa y la recolección. Habiéndose informado y observado de las obras de Santa Teresa de Ávila, deciden entonces fundar un convento de carmelitas descalzas en la ciudad.
Pese a los deseos de las monjas, la falta de recursos les impide llevar a cabo tal obra. Ya en la capital virreinal, conociendo el Arzobispo Pérez de la Serna la voluntad de las monjas y de acuerdo a su promesa en altamar, les otorga el apoyo monetario así como la entrega de los predios ubicados exactamente en la parte Oriente de la entonces denominada Calle de la Imprenta, ubicada actualmente frente al Palacio del Arzobispado, los cuales habían sido donados por un acaudalado personaje conocido bajo el nombre de Juan Luis de Rivera, oriundo de la Provincia de Nueva Galicia, quien se enteró de los deseos de las monjas por medio del monje Fray Pedro de San Hilarión. Dichos predios, fueron heredados a las monjas en el testamento de De Rivera para establecer el convento carmelita, con la condición de que fueran éstas las fundadoras de dicho convento.
Si bien la creación del convento se había aprobado mediante una bula expedida por el papa Paulo V el 19 de mayo de 1615 y con la Licencia del Virrey expedida dos casi meses después (7 de julio), no se llevó a cabo la construcción del mismo sino hasta después de pasar algunas peripecias y contratiempos sufridos, causados tanto por parte de las autoridades como por la falta de recursos para establecer el convento, así como también por la reclamación realizada por las monjas carmelitas descalzas del convento de la ciudad de Puebla, quienes argumentaban su derecho al establecimiento de este templo por corresponder a su orden religiosa. Después de afrontar con éxito tales sucesos, al fin se trasladan las monjas del Convento de Jesús María una vez terminada la construcción del nuevo convento el día primero de marzo de 1616, designándose como santo patrono del templo y convento a San José, de quien tomaría el nombre el convento.

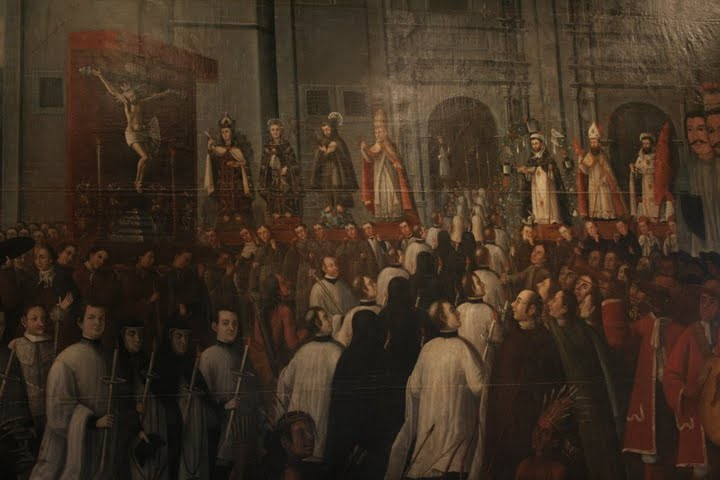
Detalle de la obra El traslado de las monjas, pintado hacia 1738, que representa el traslado de las monjas dominicas del Convento de las Rosas de la entonces ciudad de Valladolid (hoy Morelia). Eventos de esta índole eran todo un acontecimiento en todas las castas de la sociedad novohispana.

La conclusión de la obra en esos tres años fue debido en gran parte con ayuda de la población, quien otorgó limosnas para su continuación, así como de donaciones entregadas por parte generosos personajes, citando ejemplos como el del oidor Longoria, quién proporcionó la madera; o de la marquesa de Guadalcazar quien donó los muebles y los hábitos de las religiosas, entre varios personajes más.
Como dato curioso, cabe hacer mención que el convento fue dedicado al santo San José, padre de Jesús ya que el Arzobispo Pérez de la Serna había sorteado su nombre siete veces y las siete veces salió favorecido dicho santo. Pero el nombre con el que se conoce hasta la fecha al templo, el de "La Antigua", se debe a que en este, durante su segunda restauración realizada , es bien sabido que ya se veneraba una imagen realizada toda en mármol de la Virgen de la Antigua. Otro dato conocido de las imágenes que se encontraban en el templo, cuya fecha data desde el año de 1621, es que ya se veneraba en el templo la imagen del Cristo de Ixmiquilpan, conocido como "El Cristo de Santa Teresa La Antigua", el cual fe llevado al recinto de las carmelitas por órdenes del arzobispo Pérez de la Serna junto con los restos de Gregorio López, el primer ermitaño conocido en éstas tierras y de quién se creyó ser descendiente de Felipe II.
La decoración del interior del primer templo se dio de acuerdo a las necesidades y recursos con que contó la Orden. Se conoce la autoría de algunas de las pinturas y lienzos que poseía el recinto, ya que veinticuatro de estos últimos a saber fueron trabajados por el reconocido y prestigiado pintor novohispano de la época, Luis Juárez, cuyos temas son alusivos a la vida y obra de Santa Teresa de Ávila.
El establecimiento de este convento (al igual que lo fueron otros en diversas ciudades del virreinato) fue todo un acontecimiento para la sociedad novohispana residente en la capital en esos años. Al respecto, el padre dominico Fray Juan Bautista Méndez, uno de los cronistas de la vida conventual en la Nueva España del siglo XVII, en su crónica referente a la fundación y vida religiosa de las monjas del convento (dividida en dos tomos), la cual fue escrita hacia 1635 y conocida como Historia de la fundación de las carmelitas descalzas de San José de México, escrita por el padre dominico, relata lo siguiente:

Ya estaban deseosos los ciudadanos de México de ver el día [de la fundación]. Amanecía el día grande del santo ángel Custodio, primero de marzo de 1616, en que a cosa de las siete de la mañana las señoras doña Ana Arindes, mujer del licenciado Diego Núñez Morquecho y Doña Isabel Bañuelos Cabeza de Vaca [...] mujeres de oidores antiguos de esta Real Audiencia , con toda majestad y señorío, de vestido entero de terciopelo negro con broches y botonadura de oro, adornados sus tocados con preciosas perlas y ricas joyas, salieron en una carroza descubierta, de carmesí con clavazón dorada, con cortinas de damasco granadino. A ésta tiraban seis caballos con el color iguales y en las plateadas guarniciones conformes. Y acompañadas estas señoras de mucha nobleza pasearon las principales calles de México hasta llegar al convento Real de Jesús María para ser madrinas de las dos ilustres madres y nuevas carmelitas descalzas...
Raquel Chang - Rodríguez

## El templo barroco

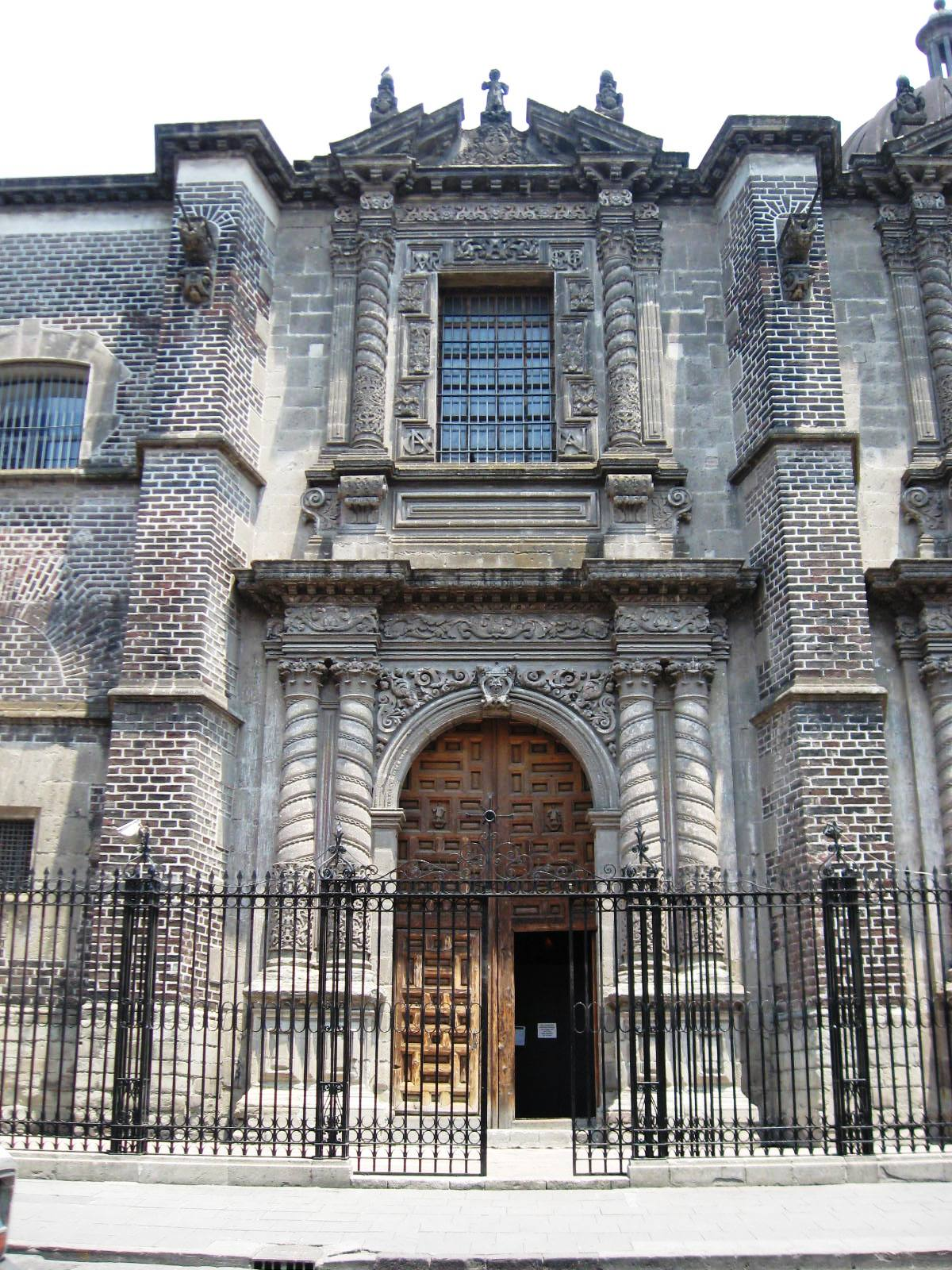
Detalle de una de las portadas gemelas de acceso al templo.

Corría el año de 1678, y el estado en que se encontraban el templo y convento eran lamentables, dado el apuro con que se dio su construcción y las limitaciones que tuvo, por lo que algunas paredes para esta fecha ya se encontraban derruidas o en estado deplorable, y debido también en parte a lo inestable del suelo de la ciudad, por un lado, así como de las inundaciones que padeció esta en el siglo XVII, por otro. Fue también que en ese mismo año un noble acaudalado, el Capitán Esteban de Molina Mosquera y su esposa Manuela de la Barrera toman bajo su protección al convento decidiendo reparar la obra con donaciones realizadas a través de la canalización de parte de los ingresos obtenidos de su hacienda. Tenían en mente levantar un templo suntuoso así como reparar el convento, para lo cual se reunió la fuerte cantidad de veinte mil pesos de aquella época, que se juntó también en parte a las limosnas ofrecidas por la feligresía. A cambio de tal acto de caridad De Molina y su esposa solo pidieron que fueran recordados en las oraciones de las monjas.
Para la reconstrucción del conjunto conventual se nombró entonces al afamado arquitecto Cristóbal de Medina Vargas, quien ya había trabajado en el Templo de San Agustín y en la Catedral Metropolitana de la Ciudad de México, principalmente, para llevar a cabo la obra. La primera piedra de la nueva edificación se puso el 8 de diciembre de 1678 y fue concluida el 10 de septiembre de 1684, seis años después; a pesar de que se habían dispuesto originalmente 3 años para su conclusión. El motivo de la demora fue debido a que el arquitecto presentaba varios encargos en otros conventos de la ciudad. Para esos años el templo ya había tomado el aspecto barroco que conocemos en nuestros días. Se rediseñó tanto el templo y sus capillas, así como el convento, ampliando los espacios de ambos sin interrumpir la vida de las monjas. También se rediseñó el altar principal del templo, en estilo salomónico, conservando algunos de los originales y de los cuales algunos fueron donados a este. De igual forma, fue reconstruida la capilla del Cristo de santa Teresa. Concluidas las obras, el templo se volvió a dedicar, solo que a partir de ese momento ya bajo la advocación de la Virgen de la Antigua, cuya imagen sevillana fue trabajada en mármol blanco y colocada en el retablo principal.
A Cristóbal de Medina se le debe la introducción de las columnas de estilo salomónico en la arquitectura local, por lo cual el uso de este estilo en el trabajo de las portadas gemelas de acceso al templo no fue la excepción. Constando cada una de las portadas de dos cuerpos, el primero con columnas pares y el segundo con una columna a cada lado de la ventana; el remate de las portadas lo conforma un frontón triangular inacabado que se encuentra rematado con esculturas del Niño Jesús. Las portadas se encuentran separadas a cada lado por esbeltos contrafuertes. Estas son ejemplo destacado de dicho arte en México.

## Las reformas neoclásicas

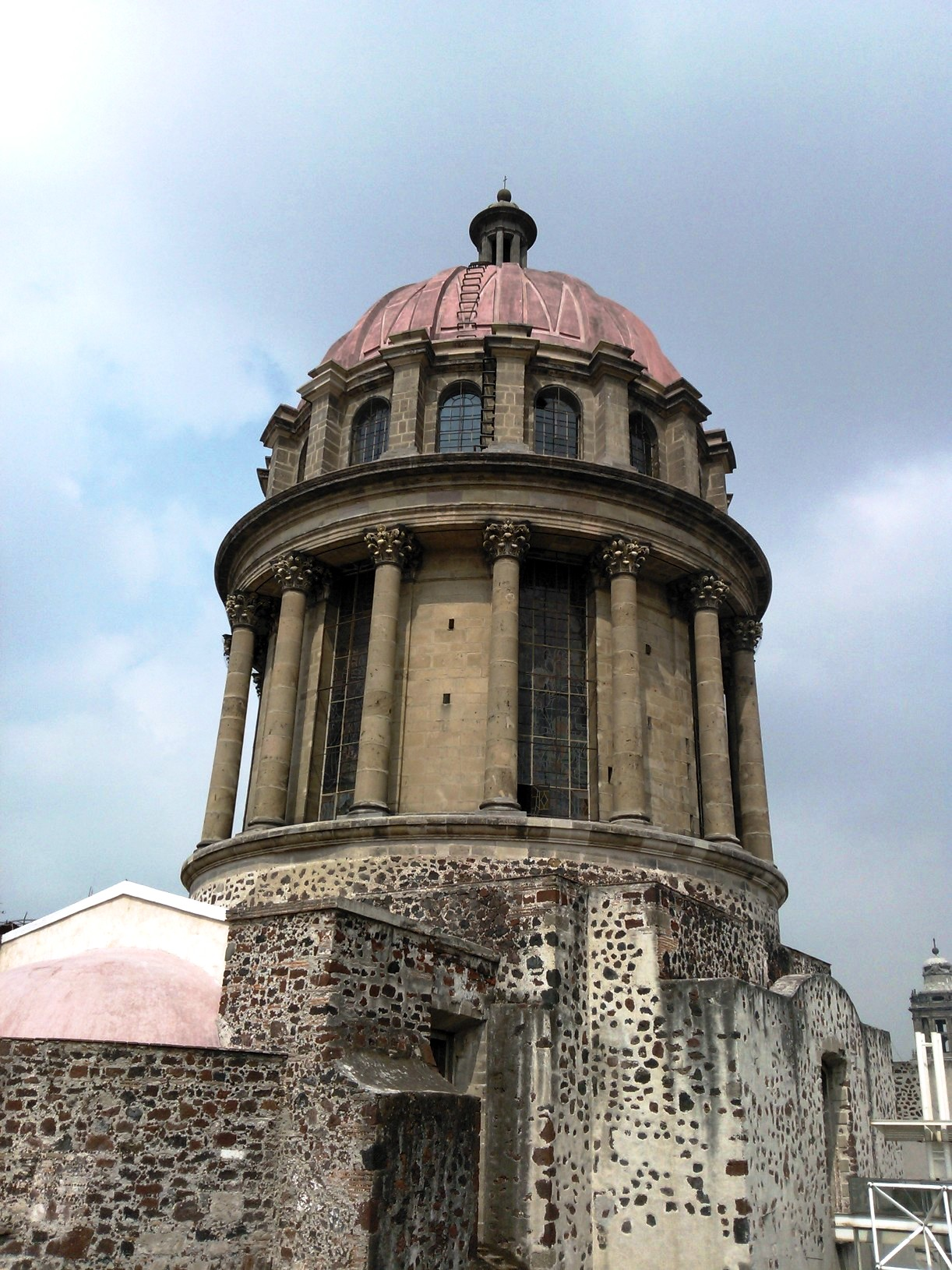
Detalle de la cúpula de la capilla del Cristo de Santa Teresa La Antigua, obra de Lorenzo de la Hidalga.

Transcurrió el siglo XVIII y a finales de este, se empezó a ver en la capital del virreinato los cambios en la arquitectura, pasando del barroco a la llegada del neoclásico, que vio levantar importantes obras y realizó reformas arquitectónicas en el exterior e interior de edificios tanto civiles como públicos y religiosos, no solo de la capital, sino en las principales ciudades de la Nueva España.
Para el año de 1798, viendo las monjas carmelitas que la capilla del Cristo resultaba insuficiente para recibir a tantos feligreses que acudían a venerar la ya célebre imagen, consideran la posibilidad de ampliarla, por lo que acuden con las autoridades eclesiásticas a quienes indican como indispensable dedicar una nueva y amplia capilla al Señor de Santa Teresa, y así es como consiguen el apoyo para tal obra, y para la reedificación de la capilla se nombra a los mejores maestros de la entonces llamada Real Academia de San Carlos de la Nueva España: Los planos de la capilla son obra de Don José Antonio González Velázquez, mientras que para la creación de los adornos y esculturas de esta se nombra a Rafael Ximeno y Planes y al célebre arquitecto valenciano Manuel Tolsá a quién se le debe el decorado neoclásico de la capilla; mientras que a Ximeno y Planes le corresponden las pinturas y murales de los techos y la cúpula.
Así pues, transcurren quince años para llevar a cabo las obras, concluyéndose el 17 de mayo de 1813, abriéndose de nuevo al culto durante la Guerra de Independencia de México. Se sabe que durante este periodo fue que la esposa del Corregidor de Querétaro, Doña Josefa Ortiz de Domínguez, fue prisionera del ejército realista en una de las celdas del entonces convento una vez descubierta la conspiración.
Para el año de 1845, siendo el día siete del mes de abril, un terremoto que sacudió a la Ciudad de México, ocasiona el derrumbe de la cúpula y la bóveda de la Capilla del Cristo de Santa Teresa, así como del ábside del templo, causando la pérdida de las pinturas de Ximeno y Planes en la bóveda de la capilla, así como del altar ubicado en la misma, y causó también daños en la imagen del cristo.
La obra de la reconstrucción de la bóveda y cúpula de la capilla es encomendada a uno de los arquitectos más notables de ese tiempo en el país, el célebre arquitecto Lorenzo de la Hidalga (quien ya había trabajado en los proyectos del Teatro Nacional o de Santa Anna y la Plaza del Volador) a él se le debe el diseño de la hermosa cúpula, la cual es de tipo gajonada constando de un cimborrio de dos cuerpos, coronada por una pequeña linternilla falsa. En lo que corresponde al decorado del techo de la bóveda y de la parte interior de la cúpula, así como del ábside de la capilla, la obra se le confiere a uno de los mejores pintores mexicanos, Juan Cordero, quien realiza los murales titulados "Renovación del Cristo de Santa Teresa" y la "Divina Providencia", mientras que en la parte superior de la cúpula es en donde realiza el mural "Dios Padre rodeado de las virtudes", y en las pechinas de esta pinta a los apóstoles San Juan, San Lucas y San Marcos, (dejando la pintura de San Mateo realizada por Jimeno y Planes, sobreviviente del sismo). También se le deben las alegorías a la ciencia y las artes que realizó a ambos lados de los ventanales principales.

## La exclaustración

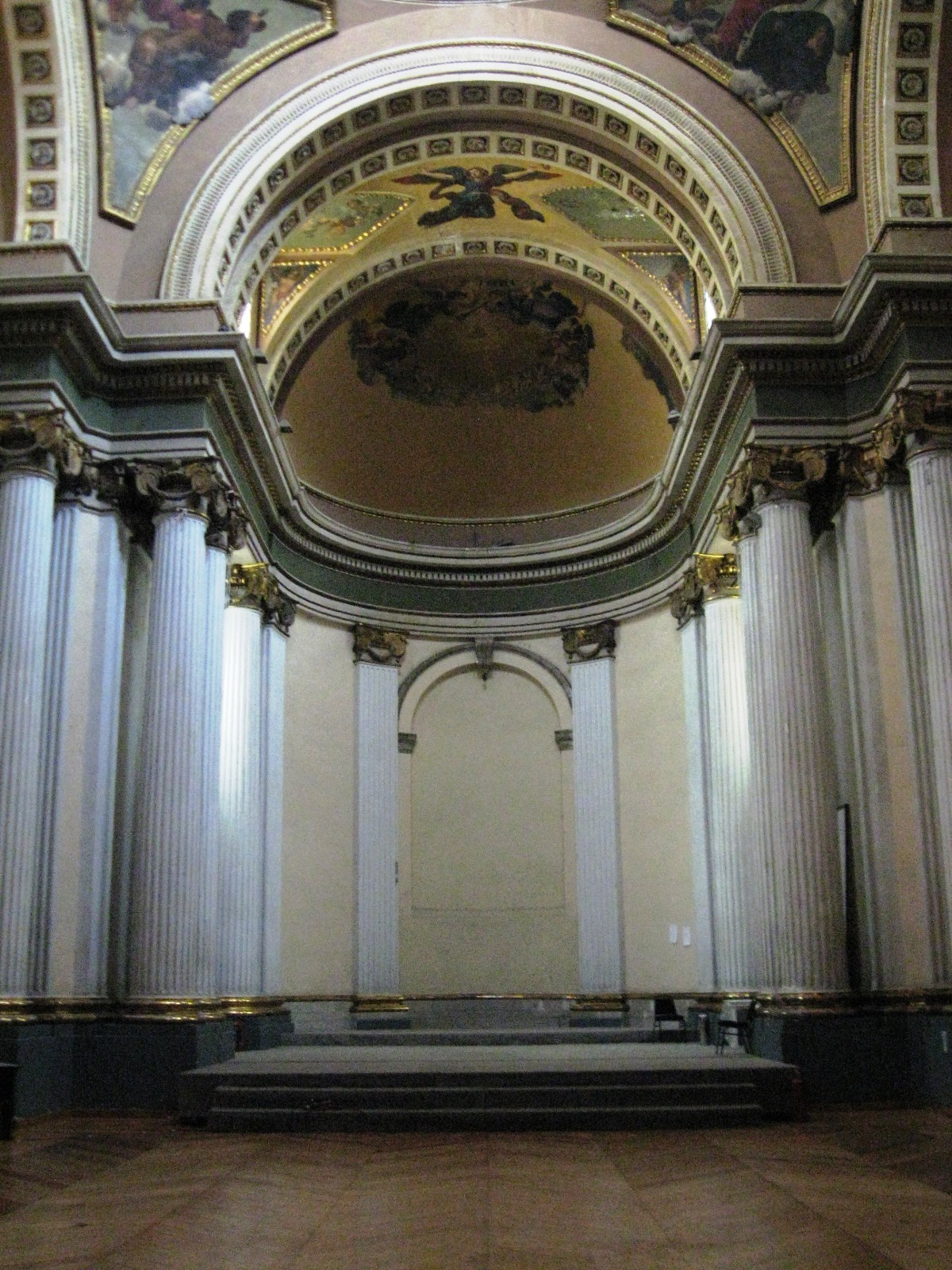
Detalle del ábside de la capilla del Cristo de Santa Teresa, en la que destacan los fragmentos de las pinturas de Juan Cordero, tituladas "Renovación del Cristo de Santa Teresa" y la "Divina Providencia".

Con la aplicación de las Leyes de Reforma y la consecuente desamortización de los bienes inmuebles que poseía la Iglesia en la ciudad, la exclaustración de las carmelitas descalzas de su convento de Santa Teresa La Antigua ocurre en el año de 1863, en que fueron desalojadas de este y solo les fue permitido conservar el templo y sus capillas para mantenerles abiertos al culto. Del destino del convento, este corrió con la suerte de ser vendido a particulares, quienes después de ocuparlo para usos variados como el de vecindad o bodegas, lo vendieron al gobierno, quien posteriormente también decide darle al este inmueble otras funciones, pasando entre algunas como la de bodega y siguiéndole el de cuartel del ejército, para que luego sirviera como alojamiento de algunas de las escuelas abiertas a fines del siglo XIX, sirviendo primero como la sede la Normal de Maestros para varones y tiempo después como la sede de la Escuela de Odontología. A comienzos del siglo XX, este edificio sufre una reforma arquitectónica total tanto en el interior y el exterior, pudiendo observar que las fachadas del inmueble son completamente renovadas en un estilo ecléctico (que ha mantenido a la fecha), para servir finalmente como la sede de la rectoría de la entonces reinaugurada Universidad Nacional, por parte de José Vasconcelos, hasta convertirse en el actual museo del Palacio de la Autonomía de la UNAM. A pesar de lo anterior, se conservan en el interior algunos restos del que fuera el conjunto conventual carmelita en la parte posterior de la capilla, así como en ya mencionado edificio universitario, destacando la antigua fuente que observa una cubierta de azulejos de manufactura poblana en las excavaciones de uno de los patios.
En cuanto al templo, a pesar de que corrió con un destino mucho más afortunado que el del convento anexo y de sobrevivir a las Leyes de Reforma, su cierre al culto de forma definitiva se da en el año de 1913, con lo cual viene un proceso de degradación del decorado interior. Sirvió como sede de la imprenta del Diario Oficial de la Federación y luego también como sede, pero del archivo de la Secretaría de Hacienda hasta que posteriormente el edificio fue clausurado y quedó en el abandono.
Luego de pasar por una remodelación y restauración que inició desde el año de 1978, no fue sino hasta el año de 1993 en que fue abierto nuevamente al público, y se convirtió desde esa ocasión en la sede del museo Ex Teresa Arte Actual, con lo cual le siguieron en el interior de este una serie obras y de readecuaciones del espacio a fin de que pudiera adaptarse a su nuevo uso, mismo que ha cumplido hasta la fecha. El museo sirve como exponente de la cultura y el arte actual en el Centro Histórico de la Ciudad de México.

## Vida conventual

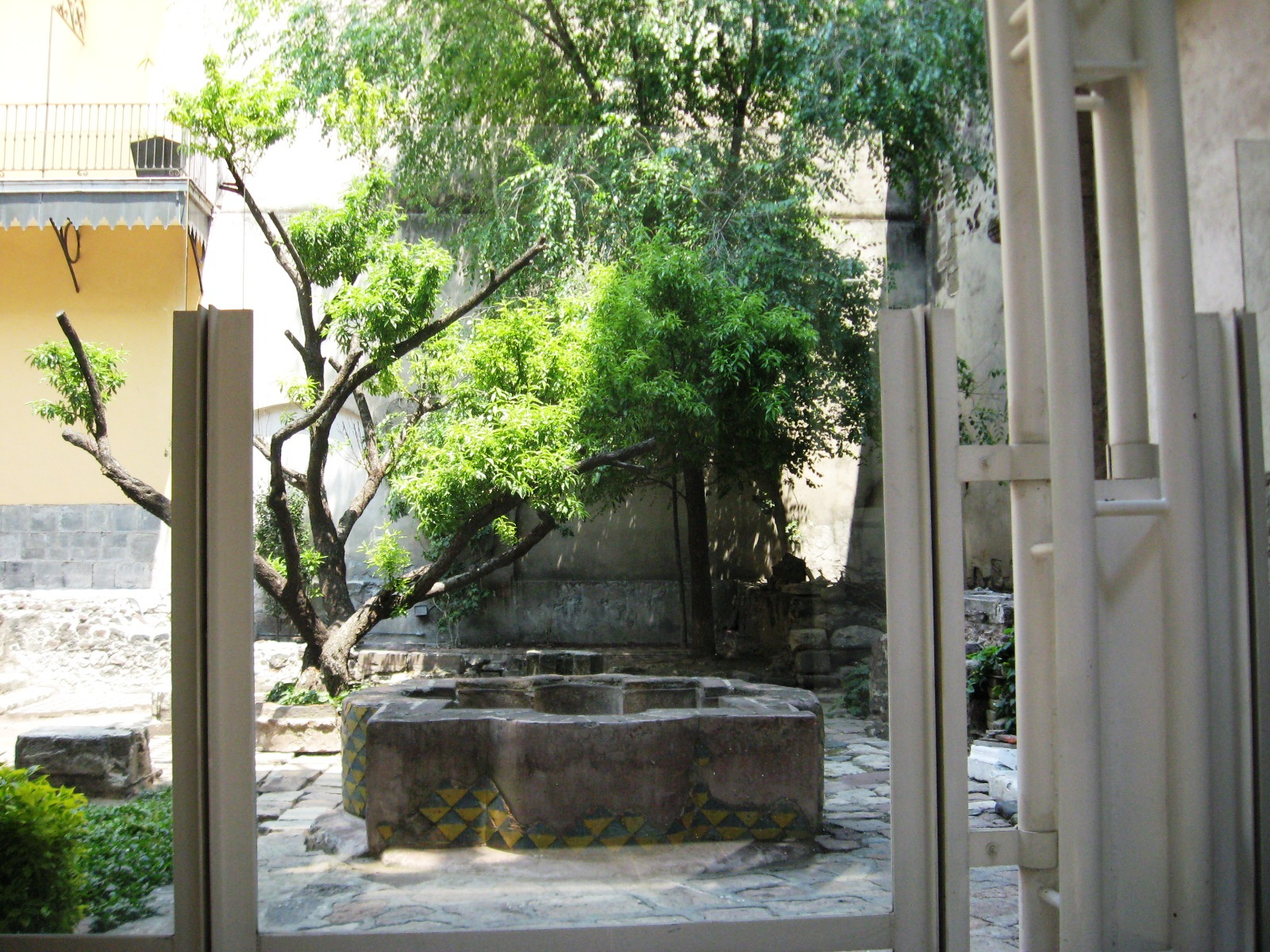
Restos de la fuente de patio del convento, se puede ver el detalle de los azulejos.

Se sabe al respecto que las reglas observadas en este convento fueron muy estrictas a diferencia de los demás conventos de monjas, ya que el objetivo principal del convento, como se había indicado anteriormente y con motivo de su fundación, y siguiendo las reglas establecidas por Santa Teresa de Ávila en los conventos carmelitas, era entregarse por completo a la vida religiosa y a la recolección sin distracción alguna de la vida mundana, sin servidumbre y comodidad alguna que provocaran distracción de las monjas. A este convento se conoce que solo accedían las mujeres españolas y criollas que procedían de familias nobles y acaudaladas de la sociedad novohispana, quienes además pagaban la dote de cuatro mil pesos de aquella época, era pues el convento el sitio de retiro de las mujeres aristócratas que se apartaban de los lujos del mundo para dedicarse a la vida contemplativa.
En cuanto a la rigidez que de estas reglas llevadas a cabo en el convento se puede referir, y los alcances que tuvieron, se puede hacer mención de un caso suscitado. Se sabe que la fundación del convento había provocado cierto malestar entre las religiosas del Convento de Jesús María (de donde provenían las fundadoras), ya que las monjas concepcionistas argumentaban que las monjas del nuevo convento no podrían vivir la regla tan rígida que se impusieron, ya que estaban acostumbradas principalmente a beber chocolate (muy común en los conventos novohispanos). En respuesta a lo anterior las monjas carmelitas decidieron agregar a los votos de pobreza, castidad y obediencia que seguían, un voto más: el de no probar esta bebida, ni ser motivo de inducción alguna a probarla.
Para otra prueba de la vida severa que se llevaba a diario en el convento, se conoce del ingreso de la novohispana Sor Juana Inés de la Cruz, conocida como la Décima Musa o el Fénix de América, quien entró a este convento a la edad de dieciséis años, el día 14 de agosto de 1667, dejando la Orden el 18 de noviembre de ese mismo año, tres meses después, ya con la salud quebrantada, pasando posteriormente al Convento de San Jerónimo en el mes de febrero del año siguiente.
Fue de este lugar de donde una de las monjas del convento, Sor Teresa de Jesús -cuyo nombre era Manuela de Molina- quien heredó de su padre al morir una enorme fortuna, decidiera fundar un convento también de monjas carmelitas en el que pudieran tener acceso jóvenes de escasos recursos que no pudieran pagar la dote requerida. Ella se dispuso a comprar el terreno y edificar la obra, saliendo del convento para fundar, en el año de 1704, el convento de Santa Teresa la Nueva de la Ciudad de México.
Entre las obras arqueológicas que se han realizado en el inmueble, destacan las excavaciones realizadas en el otrora coro bajo de la nave mayor, en donde se han encontrado restos del antiguo decorado de dicho coro, observando restos de los azulejos que recubrían la pared y parte del piso, así como de algunas pinturas al fresco en las paredes, pero principalmente destacan los nichos y el osario que confirman el uso e importancia que se le daba a este espacio en los conventos de monjas novohispanos, ya que era en este sitio en donde se les iniciaba en la vida conventual, donde escuchaban la misa, les servía cono uno de los pocos pero muy vigilados espacios donde podían conectarse con el mundo exterior, y donde eran enterradas.
En cuanto a los ingresos que recibía el convento a fines del siglo XVII, se sabe por medio de un documento estadístico sobre el Arzobispado de México elaborado para Virrey Juan Vicente de Güemes Pacheco de Padilla y Horcasitas, conde de Revillagigedo, en el año de 1793, lo siguiente:

El convento de Carmelitas Descalzas de esta capital que lleva el nombre de Santa Teresa la Antigua se fundó 1616 con sujeción al Ordinario bajo las reglas de reforma que estableció Santa Teresa de Jesús: tiene 24 religiosas y no puede exceder, ni tener niñas, ni mozas de servicio: la actual madre priora es sor María Gertrudis de San Juan Bautista, y sus rentas 11 000 pesos.

## Descripción arquitectónica

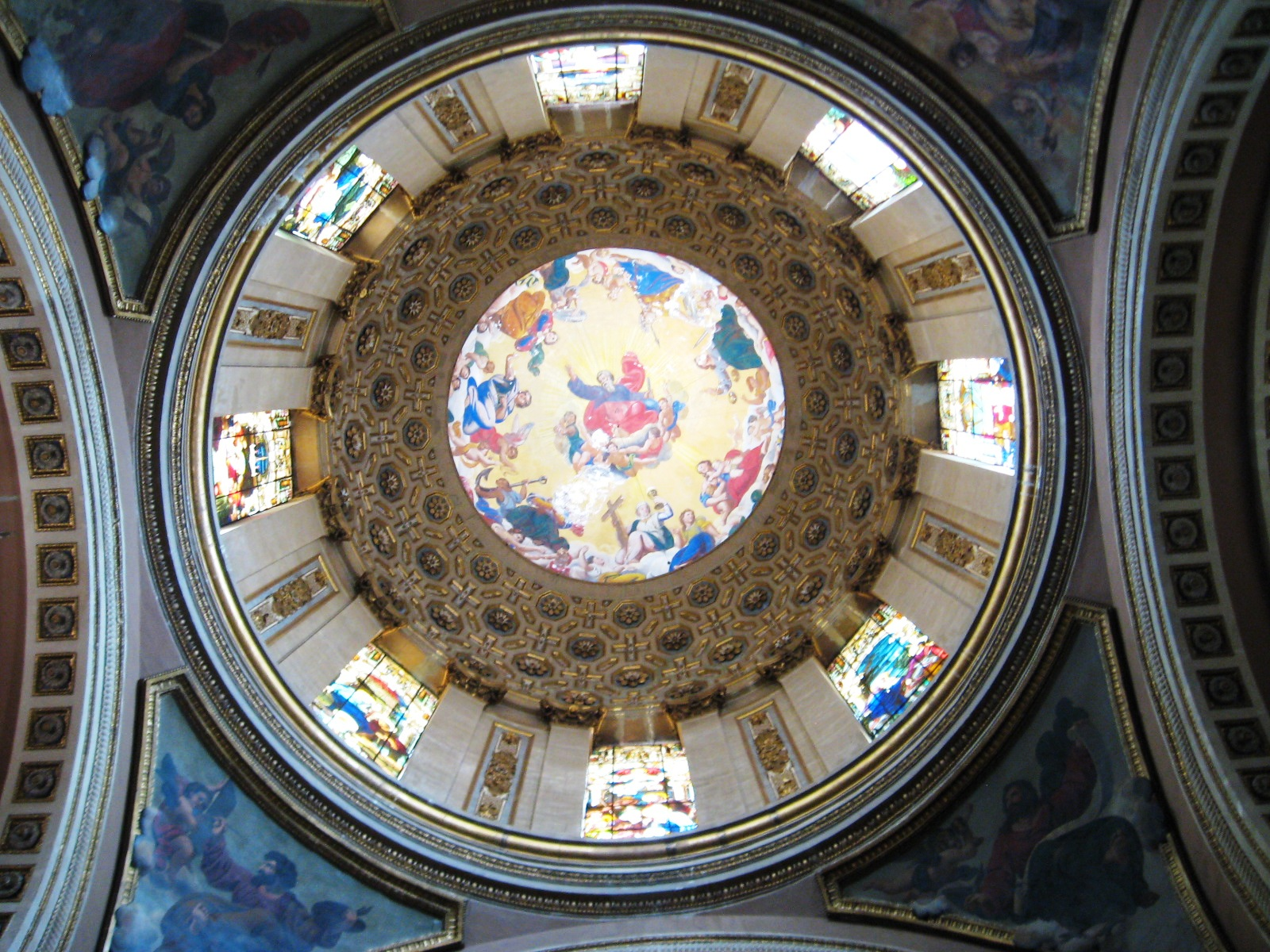
Detalle de la cúpula de la capilla del Cristo de Santa Teresa la Antigua, obra de Lorenzo de la Hidalga y pinturas de Juan Cordero.

El templo consta de una sola nave levantada con dirección Norte-Sur, y se encuentra un poco entremetido respecto a la Calle de Licenciado Primo de Verdad, formando así un pequeño atrio en su lado Poniente, el cual se encuentra delimitado hacia dicha calle por una reja de hierro forjado, y en su parte Norte también está delimitado, por la estructura de la torre del templo, la cual consta de dos cuerpos, rematada por una pequeña cúpula sobre la cual a su vez remata un pequeño cupulín. El segundo cuerpo del campanario cuenta con dos columnas pares en cada esquina, las cuales son de orden corintio.
Para la construcción del templo, se escogieron materiales que aligeraran el peso de la estructura, tomando en cuenta las características del suelo de la ciudad y del predio sobre el que se edificó la obra. Ocupando así los materiales propios de la zona e ideales para la ligereza de la construcción, como se había realizado anteriormente en otras construcciones edificadas en la ciudad, tanto civiles como religiosas, destacando en ambas el uso de la piedra pómez (un tipo de roca magmática volcánica, ligera y porosa, propia de la región) para levantar los muros del templo, mientras que se escogió la cantera para labrar las portadas y marcos de ventanas, así como sus detalles y ornamento.

### Las portadas gemelas
Ubicadas en la parte Norponiente del templo, las portadas gemelas de acceso son obra del arquitecto Cristóbal de Medina. Al igual que otras portadas de acceso a los conventos de monjas novohispanos, éstas cumplieron con la función de permitir el paso a la feligresía al templo mientras que las monjas podían escuchar la misa y mantenerse separadas del mundo exterior, conservando así su vida de inclaustración.
Las portadas trabajadas en cantera, son de los mejores ejemplos que se tienen de la aplicación del estilo barroco salomónico (en el que se introduce el uso de la columna salomónica) en la Nueva España. Estas portadas gemelas constan de dos cuerpos y un remate, las cuales, en su primer nivel muestran un arco de acceso de medio punto el cual se encuentra custodiado por un par de columnas salomónicas a cada lado, dichas columnas son levantadas por una elevada plataforma que soporta la columnata helicoidal cuyo fuste está decorado en su parte baja con follaje, siendo rematado por un capitel corintio, propio de este tipo de columnas. El entablamento de este cuerpo consta de un friso decorado con motivos vegetales y rematado por una cornisa, que sirve para separar al primer cuerpo del segundo.
El segundo cuerpo, por su parte consta en su parte central de una ventana que sirve para proveer de luz al interior del templo, dichas ventanas constan de un marco dentado, y a cada lado de éstas son enmarcadas con una columna salomónica, de similar diseño que las del primer cuerpo, cuya plataforma se encuentra delimitada a cada lado por roleos, mientras que el friso del entablamento de este cuerpo consta también de una decoración vegetal y una cornisa que le separan del remate. Es importante aclarar, que en cada esquina de los marcos de las ventanas de este cuerpo, se encuentra tallado un monograma de San José, la Virgen María, de San Joaquín y Santa Ana.
El remate de cada portada se compone de un frontón triangular entrecortado, el cual está coronado por una imagen del Niño Jesús y a cada lado de este, una acrotera.

### El interior del templo
El interior del recinto, ya modificado de su antiguo aspecto, consta en la parte Norte del Coro el cual a su vez se dividió en coro bajo y coro alto. Esta división en los conventos de la Nueva España es hereada de la metrópoli, en dondo el clima de la región obligaba a ocupar el coro alto en épocas de invierno, que recibía más luz que la parte baja, la cual se ocupara en los meses más calurosos por encontrarse más fresca. El coro era la parte más importante del conjunto y que hiciera la función de conexión entre el convento y el templo. Estaba en un principio separado de este último por una fuerte reja de metal en sus dos secciones las cuales, al igual que en otros templos novohispanos de monjas, pudieron estar protegidas por grandes púas de hierro, como advertencia a cualquiera que osara con atreverse a observar hacia el interior del coro, y cubiertas en el interior por una cortina oscura.
La única conexión con que contaba este hacia el templo era a través de la cratícula, que era una especie de ventana giratoria, por la cual se hacía pasar la comunión a las monjas carmelitas quienes gran parte de su vida la pasaron en este lugar. Era pues, el sitio donde oraban, en el cual estaban varias horas del día; a través de ellos cruzaban el umbral entre Dios y el mundo. Aquí también recibían el hábito las novicias, profesaban y eran enterradas, lo último se demostró de acuerdo a las excavaciones arqueológicas realizadas en el coro bajo, encontrando varios entierros realizados durante el periodo colonial.
Todavía se conservan las dos secciones con que contaban tanto el coro bajo como el alto, de las cuales la del coro bajo conservan aún sus elementos originales, mientas que el corro alto conserva la ventana hacia la nave del templo. El resto de los elementos que conformaron el coro, incluyendo el mismo coro alto, y la decoración con que contó (incluyéndose el piso de talavera que alguna vez tuvo el coro bajo), fueron eliminados, y no se cuenta con regitsro alguno que pudiera dar idea de su diseño.

#### El templo
Consta el templo de una sola nave, que como ya es mencionada, está ubicado en dirección norte-sur. El techo se conforma por dos bóvedas, así como de una cúpula de dimensiones modestas que antecede al ábside. Del lado Oriente del templo se pueden encontrar las dos capillas que formaron parte del conjunto, las cuales son la Capilla de la Soledad y la Capilla del Señor de Santa Teresa.

#### Capilla de la Soledad
Esta se encuentra conectada con el templo en su parte nor-oriente. Alguna vez tuvo un corredor que le comunicaba con el coro bajo, al igual que la Capilla del Cristo de Santa Teresa. La portada de acceso al templo consta de una arco de medio punto, flanqueado por dos columnas de estrías ondulantes, propias del barroco, en cuyos remates se encuentran las figuras de dos querubines. En cada enjunta del arco se puede apreciar también las imágenes de querubines. El remate del arco lo forma un frontón triangular inacabado.
La capilla es de dimensiones menores, es de una sola bóveda y conserva el altar de factura neoclásica. Consta dicho altar de un nicho sencillo custodiado por dos columnas de orden corintio cuyo remato lo conforma un frontón semicircular inacabado a su vez rematado por una ventana. En el nicho se conserva la imagen de un santo sin cara, hecho de mármol.

#### Capilla del Cristo de Santa Teresa
Esta es la mayor de las dos capillas, y a su vez, la de mayor importancia de todo el conjunto, ya que es caso único en los conventos de monjas de la Nueva España, que a la capilla se le diera mayor importancia en cuanto a dimensiones, arquitectura y decorado que a la nave principal del templo.
La planta de la capilla es de cruz griega, con dirección de Este-Oeste.